# Andrei Chramuschin
Andrei Nikolajewitsch Chramuschin (kasachisch-kyrillisch Андрей Николаевич Храмушин; * 1. Januar 1978) ist ein ehemaliger kasachischer Biathlet.

## Karriere
Andrei Chramuschin begann 1999 mit dem Biathlonsport, seit 2003 gehörte er der Nationalmannschaft Kasachstans an. Er nahm in den Saisonen 2003/04 und 2004/05 am Biathlon-Europacup teil. Bestes Resultat war 2004 ein 37. Rang in einem Sprint in Geilo. 2005 debütierte der Kasache in Oberhof im Biathlon-Weltcup. In seinem ersten Sprint wurde er 97. Saison- und Karrierehöhepunkt wurden die Biathlon-Weltmeisterschaften 2005 in Hochfilzen, bei denen Chramuschin 88. des Einzels wurde, 98. im Sprint und mit Alexander Tscherwjakow, Wladimir Satula und Igor Selenkow als Schlussläufer der Staffel den 21 und damit letzten Platz belegte. Beim letzten Weltcup-Wochenende der Saison in Chanty-Mansijsk erreichte er mit einem 80. Platz im Sprint sein bestes Weltcupresultat. Bei der Biathlon-Mixed-Relay-Weltmeisterschaft 2005 erreichte er mit Anna Lebedewa, Tatjana Masunina und Tscherwjakow zum Ende seiner Karriere einen 22. Platz.

## Biathlon-Weltcup-Platzierungen
Die Tabelle zeigt alle Platzierungen (je nach Austragungsjahr einschließlich Olympische Spiele und Weltmeisterschaften).
- 1.–3. Platz: Anzahl der Podiumsplatzierungen
- Top 10: Anzahl der Platzierungen unter den ersten zehn (einschließlich Podium)
- Punkteränge: Anzahl der Platzierungen innerhalb der Punkteränge (einschließlich Podium und Top 10)
- Starts: Anzahl gelaufener Rennen in der jeweiligen Disziplin
- Staffel: inklusive Mixed- und Single-Mixed-Staffeln

| Platzierung         | Einzel | Sprint | Verfolgung | Massenstart | Staffel | Gesamt |
| ------------------- | ------ | ------ | ---------- | ----------- | ------- | ------ |
| 1. Platz            |        |        |            |             |         |        |
| 2. Platz            |        |        |            |             |         |        |
| 3. Platz            |        |        |            |             |         |        |
| Top 10              |        |        |            |             |         |        |
| Punkteränge         |        |        |            |             | 2       | 2      |
| Starts              | 3      | 6      |            |             | 2       | 11     |
| Stand: Karriereende |        |        |            |             |         |        |